# Sengelsberg (Mandern)
Der Sengelsberg ist ein vollständig bewaldeter Berg etwa 4 km südlich von Mandern im nordhessischen Landkreis Waldeck-Frankenberg.  
Der Berg gehört zu den nordöstlichen Randhöhen des Hessenwalds (Naturraum 341.6, Teil der Ostwaldecker Randsenken).  Von seiner höchsten Erhebung, dem Großen Sengelsberg (381,8 m ü. NHN), erstreckt sich ein langgezogener Sattel etwa 600 m in östlicher Richtung, der mit dem Kleinen Sengelsberg (362,3 m ü. NHN) endet.  
Vom Kleinen Sengelsberg nach Norden hin fließt der Stechenbach in einem Tal unmittelbar östlich an Mandern vorbei in die Eder.
Östlich des Großen Sengelsbergs liegt der Mühlenberg (383 m ü. NHN), südlich die Katze (412,7 m ü. NHN).